# Conzata
Conzata (auch Consata oder Comsata) ist eine Ortschaft im Departamento La Paz im südamerikanischen Andenstaat Bolivien.

## Lage im Nahraum
Conzata liegt in der Provinz Larecaja und ist zentraler Ort im Cantón Consata im Municipio Tacacoma. Die Ortschaft liegt auf einer Höhe von 1031 m am rechten, südlichen Ufer des Río Llica.

## Geographie
Conzata liegt nordöstlich des Titicacasees am Ostrand der Anden-Gebirgskette der Cordillera Real im Übergang zum Tiefland des Río Beni.
Die mittlere Durchschnittstemperatur der Region liegt bei gut 23 °C (siehe Klimadiagramm Mapiri), der Jahresniederschlag beträgt knapp 1400 mm. Die Region weist einen wenig ausgeprägten Temperaturverlauf auf, die Monatsdurchschnittstemperaturen schwanken nur unwesentlich zwischen 21 °C im Juni und Juli und knapp 28 °C im November und Dezember, und auch die Tages- und Nachttemperaturen weisen nur geringe Schwankungen auf. Die Monatsniederschläge liegen zwischen unter 50 mm in den Monaten Juni und Juli und über 200 mm im Dezember.

## Verkehr
Conzata liegt in einer Entfernung von 242 Straßenkilometern nordwestlich von La Paz, der Hauptstadt des gleichnamigen Departamentos.
Von La Paz führt die asphaltierte Nationalstraße Ruta 2 in nordwestlicher Richtung 70 Kilometer bis Huarina, von dort zweigt in nördlicher Richtung die Ruta 16 ab, die nach 23 Kilometern Achacachi erreicht. Kurz hinter Achacachi zweigt nach Nordosten hin eine Landstraße ab, die über Warisata nach etwa 40 Kilometern die Stadt Sorata erreicht. Von dort führt die Straße weiter über Quiabaya nach Tacacoma und weiter über Ananea nach Collabamba. Von Collabamba aus windet sich die Straße auf 23 Kilometern in zahlreichen Serpentinen hinab nach Pallayunga am Río Llica. Die Straße folgt dann dem Río Llica flussabwärts über Conzata nach Mapiri.

## Bevölkerung
Die Einwohnerzahl der Ortschaft ist in dem Jahrzehnt zwischen den beiden letzten Volkszählungen auf die Hälfte zurückgegangen:
| Jahr | Einwohner         | Quelle       |
| ---- | ----------------- | ------------ |
| 1992 | keine Detaildaten | Volkszählung |
| 2001 | 540               | Volkszählung |
| 2012 | 273               | Volkszählung |
| 2024 |                   | Volkszählung |

Die Region weist einen hohen Anteil an Aymara-Bevölkerung auf, im Municipio Tacacoma sprechen 76,3 Prozent der Bevölkerung Aymara.